# Rosie Shuster
Rosie Shuster est une actrice et scénariste canadienne née le 19 juin 1950 à Toronto en Ontario.

## Filmographie

### Scénariste
- 1971 : The Hart & Lorne Terrific Hour (1 épisode)
- 1975-1988 : Saturday Night Live (159 épisodes)
- 1980 : Gilda Live
- 1982 : Square Pegs (1 épisode)
- 1985 : The Best of John Belushi
- 1986 : The Best of Dan Aykroyd
- 1987 : The Best of Chevy Chase
- 1988 : Superman 50th Anniversary
- 1989 : The Best of Gilda Radner
- 1991 : Adventures in Romance
- 1992 : The Larry Sanders Show (1 épisode)
- 1993 : Bob et Margaret
- 1998 : Saturday Night Live: The Best of Phil Hartman
- 1998 : Michat-Michien (2 épisodes)

### Actrice
- 1975-1986 : Saturday Night Live : plusieurs rôles (44 épisodes)
- 1980 : Les Blues Brothers : la serveuse de cocktail

### Productrice
- 1988 : Superman 50th Anniversary
- 1991 : The Carol Burnett Show (1 épisode)